# Nati nel 1903/Gennaio
| Questa pagina contiene informazioni ricavate automaticamente dalle voci biografiche con l'ausilio del template Bio e di un bot. L'aggiornamento è periodico e automatico e ricostruisce completamente la pagina. Se manca una persona in questa lista, sei pregato di non aggiungerla, ma accertati piuttosto che la sua voce biografica contenga il template Bio e che i dati anagrafici siano correttamente compilati. Se il template Bio manca, inseriscilo tu stesso o, in alternativa, metti l'avviso {{tmp\|Bio}} che ne segnala la mancanza. Se i dati riportati sono sbagliati, correggi direttamente la voce biografica; le modifiche saranno visibili in questa lista entro pochi giorni. Per chiarimenti vedi il progetto biografie. La lista contiene solo le 145 persone che sono citate nell'enciclopedia e per le quali è stato implementato correttamente il template Bio. Pagina aggiornata al 18 ago 2025. |

- 1º gennaio - Dino Barsotti, canottiere italiano († 1985)
- 1º gennaio - Umberto Fedeli, cestista, allenatore di pallacanestro e arbitro di pallacanestro italiano († 1996)
- 1º gennaio - Samaldas Gandhi, politico indiano († 2013)
- 1º gennaio - Giasimu'd-Din, poeta bangladese († 1976)
- 1º gennaio - Alf Johansen, calciatore norvegese († 1974)
- 1º gennaio - Eduardo Notari, attore italiano († 1986)
- 1º gennaio - Sverre Pettersen, calciatore norvegese († 1985)
- 1º gennaio - Nils Ramm, pugile svedese († 1986)
- 1º gennaio - Hossein Sadaghiani, allenatore di calcio e calciatore iraniano († 1982)
- 2 gennaio - Sigurd Andersen, calciatore norvegese († 1962)
- 2 gennaio - James Hall, velocista indiano († 1929)
- 2 gennaio - Egidio Picchiottino, ciclista su strada italiano († 1981)
- 2 gennaio - Kane Tanaka, supercentenaria giapponese († 2022)
- 2 gennaio - Riccardo Tornabuoni, calciatore italiano († 1979)
- 3 gennaio - Mario Angelucci, politico italiano († 1965)
- 3 gennaio - Charles Foulkes, generale canadese († 1969)
- 3 gennaio - Jaipal Singh, hockeista su prato e politico indiano († 1970)
- 4 gennaio - Ramón Ernesto Cruz Uclés, politico honduregno († 1985)
- 4 gennaio - Georg Elser, artigiano e antifascista tedesco († 1945)
- 4 gennaio - Rūdolfs Kronlaks, calciatore lettone († 1967)
- 4 gennaio - Isaline Crivelli, sciatrice alpina, golfista e pittrice italiana († 1988)
- 4 gennaio - Giovanni Melarangelo, pittore italiano († 1978)
- 4 gennaio - Francesco Murgia, politico e avvocato italiano († 1998)
- 4 gennaio - Gustav Wegner, astista tedesco († 1942)
- 5 gennaio - Bruno Catarzi, scultore e incisore italiano († 1996)
- 5 gennaio - Ugo De Mercurio, avvocato e politico italiano († 1988)
- 5 gennaio - Harold Charles Gatty, aviatore e scrittore australiano († 1957)
- 5 gennaio - Ettore Meini, ciclista su strada italiano († 1961)
- 5 gennaio - Eduardo Sainz de la Maza, chitarrista e compositore spagnolo († 1982)
- 6 gennaio - Maurice Abravanel, musicista, compositore e direttore d'orchestra statunitense († 1993)
- 6 gennaio - Salvatore Calabrese, medico italiano († 1973)
- 6 gennaio - Ferruccio Morandini, pittore, incisore e designer italiano († 1972)
- 6 gennaio - Walter Nigg, teologo svizzero († 1988)
- 6 gennaio - Liang Shih-chiu, educatore, scrittore e traduttore cinese († 1987)
- 6 gennaio - Francis L. Sullivan, attore britannico († 1956)
- 7 gennaio - Adam Bargielski, presbitero polacco († 1942)
- 7 gennaio - Josef Breuer, compositore di scacchi tedesco († 1981)
- 7 gennaio - Carlos Di Sarli, direttore d'orchestra, compositore e pianista argentino († 1960)
- 7 gennaio - Pavel Fantl, medico ceco († 1945)
- 7 gennaio - Albrecht Haushofer, drammaturgo e geografo tedesco († 1945)
- 7 gennaio - Thomas R. Limerick, criminale statunitense († 1938)
- 7 gennaio - Mari Mori, scrittrice e traduttrice giapponese († 1987)
- 7 gennaio - Alan Napier, attore inglese († 1988)
- 7 gennaio - Hooley Smith, hockeista su ghiaccio canadese († 1963)
- 7 gennaio - Antanas Sniečkus, politico sovietico († 1974)
- 8 gennaio - Saverio Giulini, arbitro di calcio italiano († 1980)
- 8 gennaio - David J. Impastato, neurologo e psichiatra italiano († 1986)
- 8 gennaio - Giuseppe Latorre, partigiano e politico italiano († 1952)
- 8 gennaio - Gene Roth, attore statunitense († 1976)
- 8 gennaio - Robert D. Webb, regista statunitense († 1990)
- 9 gennaio - Emilio Cimbrico, calciatore italiano († 1948)
- 9 gennaio - Gioachino Colombo, progettista italiano († 1987)
- 9 gennaio - Melitta Schenk Gräfin von Stauffenberg, aviatrice e ingegnere tedesca († 1945)
- 10 gennaio - Flaminio Bertoni, designer e scultore italiano († 1964)
- 10 gennaio - Barbara Hepworth, scultrice inglese († 1975)
- 10 gennaio - Max Janlet, schermidore belga († 1976)
- 10 gennaio - Jens August Schade, scrittore danese († 1978)
- 10 gennaio - Voldemar Väli, lottatore estone († 1997)
- 10 gennaio - Violet Wilkey, attrice statunitense († 1976)
- 11 gennaio - Amedeo Corsi, calciatore italiano
- 11 gennaio - Lovro Hacin, poliziotto e avvocato jugoslavo († 1946)
- 11 gennaio - Alan Paton, scrittore, politico e attivista sudafricano († 1988)
- 11 gennaio - Ernest Peterlin, ufficiale jugoslavo († 1946)
- 11 gennaio - Domenico Piemontesi, ciclista su strada italiano († 1987)
- 11 gennaio - Ilse Weber, scrittrice, poetessa e compositrice ceca († 1944)
- 12 gennaio - Renato Barbieri, canottiere italiano († 1980)
- 12 gennaio - William Brasseur, vescovo cattolico belga († 1993)
- 12 gennaio - Raymond Fee, pugile statunitense († 1983)
- 12 gennaio - Grace Frick, traduttrice statunitense († 1979)
- 12 gennaio - Armando Valente, marciatore italiano († 1997)
- 12 gennaio - Mario Villini, allenatore di calcio e calciatore italiano († 1986)
- 13 gennaio - Luigi Campedelli, matematico italiano († 1978)
- 13 gennaio - Charles Kullman, tenore e insegnante statunitense († 1983)
- 13 gennaio - Zdeněk Kummermann, calciatore cecoslovacco († 1942)
- 13 gennaio - Ruth Harriet Louise, fotografa statunitense († 1940)
- 14 gennaio - Enrico Tullio Liebman, giurista italiano († 1986)
- 15 gennaio - Mohammed Ikramullah, politico e diplomatico pakistano († 1963)
- 15 gennaio - Vittorio Montiglio, militare italiano († 1929)
- 15 gennaio - Luis Ravaschino, calciatore argentino († 1988)
- 15 gennaio - Jan Wimmer, calciatore cecoslovacco († 1986)
- 15 gennaio - Alberto Zampieri, pittore italiano († 1992)
- 16 gennaio - Peter Brocco, attore statunitense († 1992)
- 16 gennaio - Angelo Cadeddu, calciatore italiano
- 16 gennaio - William Grover-Williams, pilota motociclistico, pilota automobilistico e agente segreto britannico († 1945)
- 16 gennaio - David Shaltiel, generale e diplomatico israeliano († 1969)
- 17 gennaio - Felix Badcock, canottiere britannico († 1976)
- 18 gennaio - Werner Hinz, attore e doppiatore tedesco († 1985)
- 18 gennaio - Guido Mazza, calciatore italiano († 1977)
- 18 gennaio - Kathleen Shaw, pattinatrice artistica su ghiaccio britannica († 1983)
- 18 gennaio - Bortolo Simonato, allenatore di calcio italiano
- 18 gennaio - Ákos Tolnay, sceneggiatore e attore ungherese († 1981)
- 18 gennaio - Pavol Šoral, calciatore cecoslovacco († 1977)
- 19 gennaio - Simone Barbier, tennista francese († 1992)
- 19 gennaio - Boris Blacher, compositore tedesco († 1975)
- 19 gennaio - Dario Martin, calciatore italiano († 1952)
- 19 gennaio - Gino Pollini, architetto italiano († 1991)
- 19 gennaio - Piero Ragaglia, calciatore italiano († 1943)
- 19 gennaio - Alberico Semeraro, vescovo cattolico italiano († 2000)
- 20 gennaio - Sven Backström, architetto e urbanista svedese († 1992)
- 20 gennaio - Tommaso Besozzi, giornalista e scrittore italiano († 1964)
- 20 gennaio - Sebastiano Calvo Martínez, presbitero spagnolo († 1936)
- 21 gennaio - Ettore Cantarutti, calciatore italiano
- 21 gennaio - Igor' Vasil'evič Kurčatov, fisico sovietico († 1960)
- 21 gennaio - William A. Lyon, montatore statunitense († 1974)
- 21 gennaio - Raymond Suvigny, sollevatore francese († 1945)
- 22 gennaio - William Henry Burt, zoologo statunitense († 1987)
- 22 gennaio - Fritz Houtermans, fisico tedesco († 1966)
- 22 gennaio - Tamanqueiro, calciatore portoghese († 1941)
- 23 gennaio - Grigorij Vasil'evič Aleksandrov, regista e sceneggiatore sovietico († 1983)
- 23 gennaio - Jorge Eliécer Gaitán, politico e avvocato colombiano († 1948)
- 23 gennaio - Ivan Galamian, violinista armeno († 1981)
- 23 gennaio - Gejus van der Meulen, calciatore olandese († 1972)
- 24 gennaio - Antonio Majocchi, pittore, incisore e scultore italiano
- 24 gennaio - Louis de Wohl, scrittore e astrologo ungherese († 1961)
- 25 gennaio - Jacques Heurgon, latinista e etruscologo francese († 1995)
- 25 gennaio - Marie-Thérèse d'Alverny, storica e bibliotecaria francese († 1991)
- 26 gennaio - Knut Ellingsrud, calciatore norvegese († 1988)
- 26 gennaio - David Granger, bobbista statunitense († 2002)
- 27 gennaio - John Carew Eccles, neurofisiologo e filosofo australiano († 1997)
- 27 gennaio - Paul Feierstein, calciatore lussemburghese († 1963)
- 27 gennaio - Luigi Figini, architetto italiano († 1984)
- 27 gennaio - Jules Noël, discobolo e pesista francese († 1940)
- 27 gennaio - Howard Percy Robertson, matematico, fisico e cosmologo statunitense († 1961)
- 27 gennaio - Arturo Zanuso, scrittore e traduttore italiano († 1968)
- 27 gennaio - Biagio Zoccola, calciatore e allenatore di calcio italiano († 1972)
- 28 gennaio - Matvej Isaakovič Blanter, compositore sovietico († 1990)
- 28 gennaio - Mario Bonivento, calciatore e allenatore di calcio italiano († 1984)
- 28 gennaio - Ed Hart, calciatore statunitense († 1974)
- 28 gennaio - Tani Jun, attrice e commediografa russa († 1977)
- 28 gennaio - Giovanni Lampariello, matematico e fisico italiano († 1964)
- 28 gennaio - Kathleen Lonsdale, fisica britannica († 1971)
- 28 gennaio - Antonio Negrini, ciclista su strada e pistard italiano († 1994)
- 29 gennaio - Benedetto Capomazza di Campolattaro, diplomatico italiano († 1991)
- 29 gennaio - Giulio Ginanni, comico italiano († 1930)
- 29 gennaio - Ettore Grande, diplomatico italiano († 1992)
- 29 gennaio - Yeshayahu Leibowitz, filosofo e chimico israeliano († 1994)
- 29 gennaio - Esperia Sperani, attrice italiana († 1973)
- 30 gennaio - Slatan Dudow, regista e sceneggiatore bulgaro († 1963)
- 30 gennaio - Vincenzo Visceglia, editore italiano († 1971)
- 31 gennaio - Jack Allen, calciatore inglese († 1957)
- 31 gennaio - Afanasij Pavlant'evič Beloborodov, generale sovietico († 1990)
- 31 gennaio - Gilio Bisagno, nuotatore italiano († 1987)
- 31 gennaio - Giovanni Delago, fondista italiano († 1987)
- 31 gennaio - Ivar Johansson, lottatore svedese († 1979)
- 31 gennaio - Alberto Valentini, dirigente sportivo italiano